# Paraturbanella eireanna
Paraturbanella eireanna är en djurart som tillhör fylumet bukhårsdjur, och som beskrevs av Magiure 1976. Paraturbanella eireanna ingår i släktet Paraturbanella och familjen Turbanellidae. Inga underarter finns listade i Catalogue of Life.